# El Chavo Animado
Az El Chavo Animado 2006 és 2014 között vetített mexikói animációs sorozat, amelyet Roberto Gómez Bolaños alkotott. A producerek Gómez Bolaños, Roberto Gómez Fernández, Fernando de Fuentes és José C. García de Letona voltak. Zenéjét szerezte Herrera Pérez Adrián és Alejo Flores Luis Fernando.
Mexikóban a Canal 5, Las Estrellas és Cartoon Network mutatták be 2006. október 21-én.

## Szereplők
| Eredeti hang                     | Szereplő                        |
| -------------------------------- | ------------------------------- |
| Jesús Guzmán                     | El Chavo                        |
| Jesús Guzmán                     | Godínez                         |
| Sebastián Llapur                 | Quico                           |
| Sebastián Llapur                 | Señor Barriga (5-7. évad)       |
| Mario Castañeda                  | Don Ramón                       |
| Mario Castañeda                  | Ñoño                            |
| Erica Edwards                    | Doña Florinda                   |
| Erica Edwards                    | La Popis                        |
| Juan Carlos Tinoco (1-2. évad)   | Profesor Jirafales              |
| Moisés Suárez Aldana (3-7. évad) | Profesor Jirafales              |
| Erika Mireles                    | Doña Clotilde (La Bruja del 71) |
| Víctor Delgado (1-5. évad)       | Señor Barriga                   |
| Maggie Vera                      | Paty                            |
| Leonardo García (1-5. évad)      | Jaimito el Cartero              |
| Hector Miranda (6-7. évad)       | Jaimito el Cartero              |
| Julieta Rivera                   | Gloria                          |

## Epizódok

### 1. évad
1. Los globos
2. Insomnio
3. Una mosca en el café
4. Satanás
5. Los yeseros
6. La venta de churros
7. Toques a ritmo de vals
8. Falta de agua
9. El juego de béisbol
10. El Chavo lavacoches
11. Fútbol Americano
12. Un ratero en la vecindad
13. La mascota de Quico
14. Fotos buenas, regulares y peores
15. El amor llegó a la vecindad
16. Una broma de gran peso
17. Cuéntame una de fantasmas
18. Clases de box
19. Deudas a pagar y sillas a pegar
20. Los bomberos
21. Limpieza en la vecindad
22. Pintando la vecindad
23. El desayuno del Chavo
24. La casita del Chavo
25. Sonámbulos
26. Vacaciones en Acapulco

### 2. évad
1. El gran premio de la vecindad
2. El Justiciero Enmascarado
3. Las historias de terror
4. ¡Como suben los alimentos!
5. Dinero perdido
6. Cuidemos el agua
7. Don Ramón enamorado
8. Amar a los enemigos
9. El Hombre Invisible
10. Las aguas frescas
11. Don Ramón lechero
12. La vecindad en guerra
13. Se busca
14. Canta, Chavo
15. ¡Esas llantitas, Señor Barriga!
16. Invasión extraterrestre
17. El campamento
18. Los dientes de leche
19. La novia del Chavo
20. Un bebé en la vecindad
21. Vamos al circo
22. Las olimpiadas
23. Los juguetes de papel
24. Los piratas
25. Regalo de Navidad I
26. Regalo de Navidad II

### 3. évad
1. Visita al zoológico
2. Todo por un pastel
3. El partido de fútbol
4. Como de película
5. El Chavo y el lobo
6. Una de vaqueros
7. Aguas con las ranas
8. Teatro en la vecindad
9. Dos mosqueteras y el Chavo
10. Un día de suerte
11. La feria
12. El valor de la amistad
13. ¡Aquí espantan!
14. Caido del cielo
15. Un festival de ambiente
16. Un día en la tele
17. Un buen recado
18. El repartidor de pizzas
19. El ataque de los insectos
20. Los niños pintores
21. Visita al museo
22. No te vayas, Ñoño
23. Invierno en la vecindad
24. La casa del árbol
25. La máquina del tiempo I
26. La máquina del tiempo II

### 4. évad
1. Viaje espacial
2. La planta del Chavo
3. Una montaña altisisisísima
4. Una aventura a lo grande
5. Una vecindad de leyenda
6. Burbujas y más burbujas
7. Por arte de magia
8. El consejero sentimental
9. Aventura submarina
10. La vecindad en venta I
11. La vecindad en venta II
12. El Chavo científico
13. Don Ramón Superestrella
14. Una historia en la prehistoria
15. Todos en forma
16. El huevo fresco
17. Artes Marciales
18. Las goteras
19. La serenata
20. Granja en la vecindad
21. El taxi del Chavo
22. Viaje en metro

### 5. évad
1. El Chavo en Egipto
2. Historias de la vecindad
3. El amuleto del Chavo
4. ¿Quién toca el piano?
5. Las chuzas del Chavo
6. Un ataque de hipo
7. Don Ramón peluquero
8. Las fiestas de Tangamandapio
9. Radio Vecindad
10. Vuela, Chavo
11. Los empleos del Chavo
12. Un amigo robot
13. Vamos al estadio
14. ¡Qué bonita navidad!

### 6. évad
1. El eclipse
2. En la lavandería
3. El libro mágico
4. El juego de Tenis
5. Viaje en avión
6. El gimnasio de la vecindad
7. La grúa de Don Ramón
8. ¡Qué zorrillo!
9. El Chavo hipnotista
10. Caballeros y dragones
11. Por si las moscas
12. La Máscara del Justiciero
13. La fábrica de juguetes

### 7. évad
1. El Conde Crápula
2. Hipnósis aguda
3. Vamonos de vacaciones I
4. Vamonos de vacaciones II
5. Quico se manchó
6. Historias de Amor I
7. Historias de Amor II